# Vitalij Abalakov
Vitalij Michajlovič Abalakov (13. ledna 1906 Jenisejsk – 26. května 1986 Moskva) byl ruský horolezec, zasloužilý mistr alpinismu a horolezectví, zasloužilý trenér alpinismu a vedoucí horolezecké školy Spartak. Je také znám svými návrhy konstrukcí sportovní výstroje, jeho knihy byly přeloženy do několika světových jazyků.
S lezením začal na skalách Stolby nedaleko Krasnojarsku. Se svým bratrem Jevgenijem (1907–1948) lezl často na Kavkazu. 

## Výkony a ocenění
- 1949: vedoucí Spartaku, během dvaceti let přelezli 9 vážných cest, 10x vítězství mistrovství SSSR v alpinismu bez jediné tragédie
- člen 60 expedicí na různá horstva v SSSR
- 1934: zasloužilý mistr sportu SSSR v alpinismu
- 1941: zasloužilý mistr sportu SSSR v horolezectví
- 1961: zasloužilý trenér SSSR v alpinismu
- 1957: Leninova cena

### Prvovýstupy
- 1931–1932: Dychtau (5 023 m n. m.), Džangitau (5 049 m n. m.) s bratrem Jevgenijem
- 1935: Štít Trapecja (6 050 m n. m.), Pamír, dokončení cesty
- 1956: Štít vítězství (7 439 m n. m.) družstvo Spartaku

### Výstupy
- 1933: traverz na Beluchu (4 506 m n. m.), nejvyšší vrchol v sovětské části Altaje
- 1934: Leninův Štít (7 134 m n. m.), jako první rus, do té doby jej zlezli jen tři Němci
- 1936: třetí výstup na Chan Tengri (6 995 m n. m.), při dramatickém sestupu přišel o 13 prstů na rukou a nohách a nemohl 9 let lézt

## Dílo
- Osnovy al’pinizma: posobije dlja načinajuščich al´pinistov; Fizkul’tura i sport, Moskva, 1950, 143 s.
- Horolezectví: Příručka pro horolezce – začátečníky; originál: Osnovy alpinizma, přeložil: František Kroutil; Sokolské nakl., Praha, 1951, 158 s.
- Sportivnyj inventar’: Spravočnik po inventarju i oborudovaniju dlja legkoj atletiki, boksa, podnjatija tjažestej i hor’by; 2. vydání; Fizkul’tura i sport, Moskva, 1955, 114 s.
- Osnovy al’pinizma; Fizkul’tura i sport, Moskva, 1958, 133 s.